# Marta Lambertini
Marta Lambertini (13 novembre 1937 - 25 mars 2019) est une compositrice et professeure de musique classique argentine.

## Biographie
Marta Lambertini naît à San Isidro, Buenos Aires, et étudie à l'Université catholique argentine avec Roberto Caamano, Luis Gianneo et Gerardo Gandini, obtenant son diplôme en 1972. Elle poursuit ses études en musique électroacoustique à Buenos Aires, au Centro de Investigationes de la Ciudad avec Francisco Kröpfl, Gerardo Gandini, José Maranzano et Gabriel Brncic,.
Après la fin de ses études, Lambertini enseigne la musique à l'École nationale de musique et à l'Université nationale de La Plata, puis occupe le poste de doyenne de la Faculté de musique, arts et sciences de l'Université catholique d'Argentine.
Elle est récipiendaire de plusieurs prix, dont le 1er prix du Prix national de musique, le prix de musique de la ville de Buenos Aires, le prix de carrière APA en 1972 et 1975 et le prix Konex (1999). Elle est membre du jury de concours internationaux de composition au Brésil et en Argentine. Elle est l'auteure du livre  Gerardo Gandini, musique fiction. Elle est nommée par Opera Theatres of the World pour son opéra Cendrillon et pour le prix Clarín en tant que figure la plus importante de la musique classique en Argentine. Sa production comprend divers genres instrumentaux et vocaux. Ses opéras Alice au pays des merveilles (1989), SMR Bach (1990), Hildegarde (2002), Cendrillon (2006) et de multiples œuvres symphoniques et de chambre méritent d'être mentionnés.

## Œuvres
Les œuvres sélectionnées comprennent :
- Quasares pour quatuor à cordes, 1971
- Alice au pays des merveilles, opéra
- ¡Oh, l'éternité ! Ossia SMRBach, opéra
- Galileo descubre las cuatro lunas de Jupiter, pour orchestre, 1984
- Última filmación de los anillos de Saturno, pour quatre clarinettes, 1991
- ¡Cenicientaaa. . ! (Cendrillon)

Alice au pays des merveilles, opéra, 1989 Alice de l'autre côté du miroir, opéra, (2015)